# 南雄龍屬
南雄龍屬是種鐮刀龍類恐龍，身長為4公尺。如同這個演化支的其他物種，南雄龍可能也擁有大型指爪；但因為沒有發現南雄龍的頭顱骨、尾巴、肋骨、以及四肢，所以目前僅能研究脊椎與骨盆。南雄龍屬目前有兩個物種，兩者都發現於晚白堊紀的中國。
短棘南雄龍（N. brevispinus）被發現於廣東省南雄市的南雄群園圃組地層，牠們的特徵是頸部比其他虛骨龍類較短、較厚。本種已發現11個頸椎、10個背椎、5個薦椎、以及龐大的骨盆，最初被認為是種小型、奇特的獸腳亞目恐龍。
步氏南雄龍（N. bohlini）被發現於甘肅省的新民堡群。目前已發現11個頸椎、5個背椎，牠們的獨特處在於牠們擁有固定的頸部肋骨與背部側腔，而短棘南雄龍均短乏這些特徵。步氏南雄龍可能足以成立個別的屬。